# Frankenberg
Frankenberg/Sa. är en stad i Landkreis Mittelsachsen i det tyska förbundslandet Sachsen. Frankenberg/Sa., som är beläget vid floden Zschopau. Staden har cirka 14 000 invånare.
Från 1933 till 1937 fanns i Frankenberg/Sa. det nazistiska koncentrationslägret Sachsenburg.